# Лозова (Берестинський район)
Лозова́ — село в Україні, у Берестинському районі Харківської області. Населення становить 686 осіб. Орган місцевого самоврядування — Лозівська сільська рада.
Після ліквідації Кегичівського району 19 липня 2020 року село увійшло до Красноградського (Берестинського) району.

## Географія
Село Лозова знаходиться на лівому березі річки Берестова, вище за течією примикає до села Парасковія, нижче за течією і на протилежному березі примикає до села Медведівка. Село розташовується в балці Лозова по якій протікає пересихаючий струмок з загатами. Село витягнуто вздовж балки на 12,8 км. Південно-східна частина села раніше була селом Маяк.Небула селом ,,маяк",при совку був колгосп.

## Історія
Засноване наприкінці XVIII століття.
Під час організованого радянською владою Голодомору 1932—1933 років померло щонайменше 215 жителів села.

## Економіка
- ПСП «Ажна», ТОВ «Старт», ТОВ «Аграрний дім ім. Горького», ТОВ «Орількалатінвест», ПАТ «Насінневе», ФГ «Труд 2012».

## Об'єкти соціальної сфери
- ФАП
- сільський клуб та бібліотека-філія № 1, сільський клуб та бібліотека-філія № 2.
- Відділення зв'язку.

## Релігія
- Свято-Вознесенський храм.